# Ahmad Ismail Ali
Ahmad Ismail Ali (n. 14 octombrie 1917, Cairo, Sultanatul Egiptului⁠(d) – d. 25 decembrie 1974, Londra, Anglia, Regatul Unit) a fost comandantul Armatei Egiptene și Ministru de Război în timpul Războiului de Iom Kipur din 1973, fiind cel mai bine cunoscut pentru planificarea atacului de-a lungul Canalului Suez, cu numele de cod Operațiunea Badr.

## Cariera militară
- A absolvit Academia Militară Regală din Egipt în 1938.
- A comandat un regiment de cavalerie.
- A luptat cu Aliații în Războiul din Deșert în timpul celui de-al Doilea Război Mondial
- A fost comandant de batalion blindat în Războiul Arabo-Israelian din 1948-1949.
- Mai târziu, a fost instruit în Regatul Unit
- A luptat împotriva forțelor francezo-britanico-israeliene care au invadat Egiptul în Agresiunea tripartită (Criza Suezului) din 1956 și a primit instruire ulterioară în Uniunea Sovietică.
- A fost comandant de divizie în timpul Războiului de Șase Zile din 1967
- A fost șeful Statului Major al Armatei Egiptene în martie 1969, dar a fost demis de președintele Gamal Abdel Nasser în septembrie 1969, după succesele raidurilor israeliene din timpul Războiului de Uzură. Cu toate acestea, succesorul lui Nasser în funcția de președinte, Anwar Al-Sadat, l-a numit șef al serviciilor de informații în septembrie 1970.
- Din 1971 până în 1972 a fost șeful Direcției Serviciilor Secrete al Egiptului.

În octombrie 1972, Ali l-a însoțit primul-ministru Aziz Sidqi într-o vizită la Moscova și, la întoarcerea sa, a înăbușit o încercare de lovitură de stat împotriva președintelui Sadat. În aceeași lună, el l-a înlocuit pe generalul antisovietic Muhammad Sadeq în funcția de Ministru al Apărării și a fost promovat la rangul de general. Abilitatea sa de strateg și succesul său în revigorarea moralei armatei egiptene au devenit evidente în Războiul de Iom Kipur din 1973. După război, în noiembrie 1973 a primit rangul de mareșal.
Ali a murit în decembrie 1974 de cancer avansat, la vârsta de doar 57 de ani.

## Legături externe
- Defencejournal.com Article
- Britannica.com Article
- Ficha personal en Africa Data Base.
- A Critical Review of 1973 Arab-Israelí War Arhivat în 16 ianuarie 2009, la Wayback Machine.

1. ↑  Ahmed Ismail Ali, Munzinger Personen, accesat în 9 octombrie 2017
2. ↑  Aḥmad Ismāʿīl, Autoritatea BnF